# Naomi Samidin
Naomi Samidin, gehuwd Kromokario, is een Surinaams politicus. Ze was lid van Pertjajah Luhur (PL) en stapte tussen 2010 en 2015 over naar de Nationale Democratische Partij (NDP). Ze was van 2015 tot 2020 lid van De Nationale Assemblée (DNA).

## Biografie
Samidin behaalde haar diploma Mo-B in Nederlandse taal- en letterkunde aan het Instituut voor de Opleiding van Leraren. In 2010 was ze lid van de Javaanse partij PL. Hierna stapte ze over naar de NDP. In 2015 studeerde ze aan het Institute for Graduate Studies & Research in Paramaribo. Ondertussen ging ze aan het werk als docent.
In 2015 werd ze op nummer 2 van de kandidatenlijst van de NDP van Saramacca geplaatst, na Jerrel Mahabier die de lijst aanvoerde en Robby Loods op 3. Met hun kandidering ging de partijtop voorbij aan de wensen van het lokale bestuur, wat in maart ook al was gebeurd met de vervolgens teruggetrokken lijsttrekker en oud-parlementslid Robby Malhoe. Hij had het toen al over een zekere tweede plaats voor een Javaanse dame. Afdelingsvoorzitter en hoofdbestuurslid Clifton Koorndijk trok zich na dit incident terug en stapte kort daarna met oud-Bouterse-vertrouweling Badrissein Sital over naar het Mega Front. Tijdens de verkiezingen van 2015 werd  Samidin gekozen als lid van DNA. Ze kreeg in Saramacca met 2141 stemmen meer kiezers achter zich dan haar partijgenoot Mahabier, die 1636 kiezers bereikte. Mahabier kwam hierdoor niet in DNA terecht.
In 2019 maakten Samidin en Ingrid Karta-Bink (PL) zich hard voor vaders met buitenvrouwen die naar hun mening ten onrechte geen acht dagen zwangerschaps- en bevallingsverlof krijgen na de verwekking van een buitenechtelijk kind. Tijdens de behandeling van de Wet Bescherming Moederschap hielden zij een pleidooi om dit recht wel toe te kennen, omdat buitenvrouwen in de realiteit van Suriname voorkomen. Er was kritiek op het plan, onder meer omdat de benodigde registratie in feite een oogluikende invoering van polygamie zou betekenen. In 2016 was zij een van de initiatiefnemers om de wet op kansspelen (hazardspelen) uit 1962 aan te scherpen voor casino's. Ondanks dat de wijziging toen ook vanuit de oppositie werd gesteund, had de regering een half jaar later nog geen wetswijziging doorgevoerd. Verder was ze in 2017 voorstander van de verhoging van de invoerrechten van kip van 20% naar 40%, om de lokale kippenteelt te stimuleren. Het plan stuitte op kritiek van groeperingen en oppositiepartijen, omdat verondersteld werd dat de invoerrechten wel tot een prijsstijging maar niet tot een vergroting van de kipproductie in Suriname zouden leiden.